# Torneo de Adelaida 2008
El Torneo de Adelaida es un evento de tenis que se disputa en Adelaida, Australia,  se juega entre el 31 de diciembre del 2007 y el 6 de enero de 2008.

## Campeones
- Individuales masculinos:  Michaël Llodra derrota a   Jarkko Nieminen, 6–3, 6–4.

- Dobles masculinos:  Martín García /  Marcelo Melo  derrotan a  Chris Guccione /  Robert Smeets, 6–3, 3–6, [10–7].